# Anamã
Anamã is een gemeente in de Braziliaanse deelstaat Amazonas. De gemeente telt 8.673 inwoners (schatting 2009).
De gemeente grenst aan Manacapuru, Anori en Beruri.